# Mike Cooper
Mike Cooper (* 20. September 1942 in Reading, Berkshire) ist ein englischer Gitarrist und Sänger.
Cooper gründete 1962 als Sänger und Mundharmonikaspieler mit dem Gitarristen Paul Manning, dem Gitarristen Dicky Reeves und dem Schlagzeuger Eddie Page die Rhythm-and-Blues-Gruppe The Blues Committee, die mit Gästen wie John Lee Hooker, Jimmy Reed, Howlin’ Wolf und Alexis Korners Blues Incorporated auftrat. Seine erste Platte Out Of The Shades nahm er 1966 mit dem Sänger und Gitarristen Derek Hall auf. Er arbeitete dann mit Vertretern des acoustic blues wie Jo Ann Kelly, Dave Kelly, Tony McPhee und Ian A. Anderson zusammen und nahm 1969 das Album Oh Really auf.
In den 1970er Jahren öffnete er sich der Jazzmusik und arbeitete u. a. mit Dudu Pukwana, Harry Miller, Louis Moholo und Mongezi Feza aus Südafrika, dem Komponisten Michael Gibbs und dem Saxophonisten Mike Osborne zusammen. Mit Geoff Hawkins, Alan Cook, Les Calvert und Tim Richardson gründete er die Machine Gun Company. 
Er konzentrierte sich dann auf experimentellere Improvisationsmusik und arbeitete mit Eddie Prévost, Keith Rowe, David Toop, Steve Beresford, Max Eastley, Paul Burwell, der Tänzerin Jo-Anna Pyne und Viv Corringham zusammen. Mit Lol Coxhill und Roger Turner gründete er das Improvisationstrio The Recedents. Gegenwärtig (2018) spielt er im Projekt Tropical Gothic mit Clive Bell und Sylvia Hallet.
Daneben experimentierte er mit den ersten Turntable-Musikern, spielte Rembetiko mit Viv Corringham, Country Blues mit der Band National Gallery und gründete 1987 mit Cyril Lefebvre die Uptown Hawaiian. 1994 unternahm er seine erste Pazifik-Tournee, bei der er u. a. mit dem Neuseeländer Richard Nunns, den Australier Chris Abrahams, dem Quartett Tu Fuego (mit Jeff Henderson, Tom Callwood, Anthony Donaldson), der Filmemacherin Louise Curham und dem Aktionskünstler John Wolseley zusammenarbeitete. Zunehmend bezog er seit den 1990er Jahren elektronische Musik und digitale Klangbearbeitung in seine Musik ein.

## Diskographie
- Oh Really. 1969
- Do I Know You. 1970
- Trout Steel. 1971
- Places I Know. 1972
- Machine Gun Co. 1973
- Life And Death In Paradise. 1974 (Songalbum)
- Kiribati. 1999
- Globe Notes. 2001
- Rayon Hula. 2004
- Metal Box. 2004 (Soloalbum)
- Reluctant Swimmer. 2005 (Livealbum)
- Borders. Livealbum 2006 (Livealbum)
- Spirit Songs. 2006
- Giacinto. 2006 (Kompositionen von Giacinto Scelsi) (2006)
- Tu Fuego. 2006
- Oceanic Feeling-Like. 2008
- Mike Cooper & Mark Wastell: Sound Mirrors (Confront 2020)